# Morts vivents
Morts vivents (títol original en anglès White Zombie) és una pel·lícula de terror de manera independent precodi estatunidenca del 1932 produïda per Edward Halperin i dirigida per Víctor Halperin. El guió de Garnett Weston, basat en The Magic Island de William Seabrook, tracta sobre la transformació d'una jove en zombi a mans d'un malvat mestre del vudú. Bela Lugosi protagonitza el mestre zombi "Murder" Legendre, amb Madge Bellamy que apareix com la seva víctima.Altre membres del repartiment foren Joseph Cawthorn, Robert W. Frazer, John Harron, Brandon Hurst, i George Burr MacAnnan. Ha estat doblada al català.
Grans porcions de Morts vivents es van rodar al solar d'Universal Studios, manllevant molts accessoris i escenografies d'altres pel·lícules de terror de l'època. La pel·lícula es va obrir a Nova York amb una recepció negativa, amb els crítics que van criticar la història exagerada de la pel·lícula i l'actuació feble. Tot i que la pel·lícula va obtenir un benefici financer substancial com a llargmetratge independent, va resultar menys popular que altres pel·lícules de terror de l'època.
Morts vivents es considera la primera pel·lícula de zombis; una seqüela solta, Revolt of the Zombies, es va estrenar el 1936. La recepció moderna de Morts vivents ha estat més positiva. Alguns crítics han elogiat l'atmosfera de la pel·lícula i l'han comparat amb les pel·lícules de terror de la dècada de 1940 de Val Lewton, mentre que d'altres encara tenen opinions desfavorables sobre la qualitat de l'actuació.

## Trama
En arribar a Haití, Madeleine Short es retroba amb el seu promès Neil Parker, amb plans imminents per casar-se. De camí cap al seu allotjament, l'autocar de la parella passa per davant de Murder Legendre, un malvat mestre vudú, que els observa amb interès. Neil i Madeleine arriben a la casa d'un ric propietari d'una plantació, Charles Beaumont. L'amor de Charles per Madeleine el porta a conèixer en secret en Murder al molí de canya de sucre de Murder, gestionat completament per zombis. Charles vol convèncer a Madeleine perquè es case amb ell i sol·licita l'ajuda sobrenatural de Murder. Murder afirma que l'única manera d'ajudar a Charles és transformar Madeleine en un zombi amb una poció. Beaumont accepta, pren la poció i subreptíciament se la dona a Madeleine. Poc després de la cerimònia del casament de Madeleine i Neil, la poció fa efecte sobre Madeleine, que aviat mor i és enterrada. Murder i Charles entren a la tomba de Madeleine a la nit i la tornen a la vida com a zombi. En estat d'embriaguesa, un Neil deprimit veu les aparicions fantasmals de Madeleine i va a la seva tomba. En trobar-la buida, en Neil demana l'ajuda del missioner local, el doctor Bruner, que explica com Murder va convertir molts dels seus rivals en zombis, que ara actuen com els guardians més propers de Murder. Els dos homes viatgen al castell del penya-segat de Murder per rescatar Madeleine.
Al castell, Charles ha començat a lamentar la transformació de Madeleine i demana a Murder que la torni a la vida, però Murder es nega. Charles descobreix que ha estat contaminat pel vudú de Murder i també s'està transformant en un zombi. Quan Neil entra a la fortalesa, Murder sent la seva presència i en silenci ordena a Madeleine que mati en Neil. S'acosta a Neil amb un ganivet, però Bruner li agafa la mà des de darrere d'una cortina, fent-la deixar caure i marxar. En Neil segueix a Madeleine fins a una escarpa, on Murder ordena als seus guardians zombis que matin en Neil. Bruner s'acosta a Murder i el noqueja, trencant el control mental de Murder sobre els seus zombis. Sense dirigir-se, els zombis cauen del penya-segat. L'assassinat desperta i permet escapar a Neil i Bruner, però en Charles empeny Murder del penya-segat. Charles perd l'equilibri i també cau a la seva mort. La mort de Murder allibera a Madeleine del seu tràngol zombi, i es desperta per abraçar a Neil.

## Repartiment

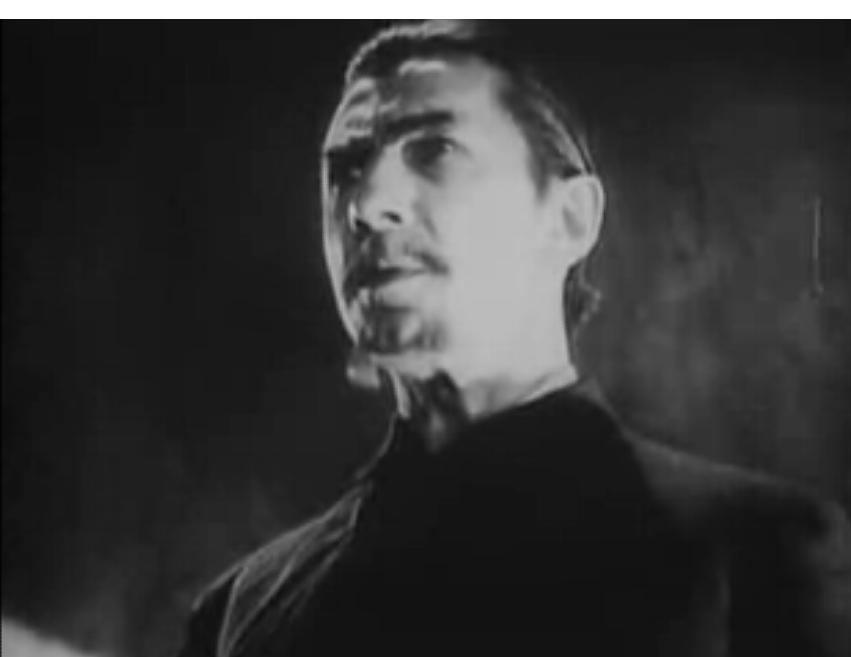
Bela Lugosi

- Bela Lugosi com a "Murder" Legendre, un mestre vudú haitià blanc que comanda una tripulació de zombis.
- Madge Bellamy com a Madeleine Short, la promesa de Neil Parker, convertida en zombi per Legendre
- Joseph Cawthorn com el Dr. Bruner: un missioner predicador
- Robert Frazer com a Charles Beaumont, propietari d'una plantació que està enamorat de Madeleine
- John Harron com a Neil Parker, un empleat del banc, el promès de Madeleine
- Brandon Hurst com a Silver, el majordom de Beaumont
- George Burr Macannan com a Von Gelder, un antic home ric que ha caigut sota l'encanteri de Legendre per convertir-se en zombi.
- Clarence Muse com a conductor d'autocar
- Frederick Peters com a Chauvin, un zombi, l'antic botxí.
- Annette Stone com a minyona
- John Printz com a Ledot, un zombi, un antic bruixot que una vegada va ser el mestre de Legendre
- Dan Crimmins com a Pierre, un vell bruixot
- Claude Morgan com a Garcia, un zombi que abans era un lladre
- John Fergusson com a Marquee, un zombi que era el cap de la policia
- Velma Gresham com la minyona alta

## Producció
El tema zombi de Morts vivents es va inspirar en (però el guió no s'hi basa) en l'obra de Broadway de Kenneth Webb titulada Zombie. Webb va demandar als Halperins per infracció dels drets d'autor, però no va guanyar el cas. Amb l'esperança de treure profit de l'interès del país pel vudú, que va començar amb el llibre de 1929 de William B. Seabrook sobre el vudú haitià The Magic Island, la pel·lícula, aleshores titulada Zombie, va entrar en desenvolupament a principis de 1932. Els Halperins van llogar espai d'oficines a Universal Studios. La història de Garnett Weston se centra més en l'acció que en el diàleg. Per ajudar els Halperins, el productor Phil Goldstone va ajudar a aconseguir fons per a Morts vivents com ho va fer per a altres pel·lícules independents en aquell moment. Gran part del finançament prové d'Amusement Securities Corp.
Morts vivents es va rodar en onze dies el març de 1932 i es va rodar al lot d'Universal Studios, a RKO-Pathé i al Bronson Canyon amb un pressupost tan petit (aproximadament 50.000 $) que s'havia de filmar a la nit. A part de Béla Lugosi i Joseph Cawthorn, la majoria del repartiment de Morts Vivents eren actors la fama dels quals havia disminuït des del cinema mut.
Quan Bela Lugosi va aparèixer a Morts vivents, ja era popular entre el públic contemporani després del seu paper protagonista a l'exitosa pel·lícula de 1931, Dràcula i Murders in the Rue Morgue de 1932, i els historiadors del cinema han trobat sorprenent que signés una pel·lícula de baix pressupost dels productors (els germans Halperin) sense cap antecedent a Hollywood. Les fonts varien sobre el sou de Lugosi per la seva setmana de treball a Morts vivents. Les reclamacions oscil·len entre els 500 i els 900 dòlars dels EUA. Richard Sheffield, que era el seu amic íntim als anys 50, va informar d'un pagament de 5.000 dòlars per Morts vivents a les declaracions d'impostos de Lugosi.
La reacció del repartiment i de l'equip davant Lugosi al plató va ser mixta. Madge Bellamy va recordar positivament la seva col·laboració amb Lugosi, afirmant que era molt agradable i que solia besar-li la mà al matí quan entraven al plató. En canvi, l'assistent de càmera Enzo Martinelli va comentar que "Lugosi no era realment un tipus amigable" al plató. L'actor Clarence Muse, que va interpretar el conductor de l'autocar, va afirmar que algunes escenes van ser en part reescrites o reescenificades per Lugosi, que també va ajudar a dirigir algunes re-preses.
El model de Lugosi per a la seva interpretació de "Murder" Legendre a "Morts vivents" podria haver estat el personatge que va interpretar a ""Sklaven fremden Willens" (1919), la seva primera pel·lícula alemanya, en què va interpretar un hipnotitzador semblant a Svengali amb ulls hipnotitzadors.
Phil Goldstone havia treballat anteriorment amb Bellamy i li va oferir el paper de Madeleine Short per un sou de 5.000 dòlars. Pel paper del Dr. Bruner, els Halperins van buscar un actor amb valor de nom i van decidir recollir Joseph Cawthorn, que aleshores era conegut pel públic només com a relleu còmic en papers escènics i cinematogràfics. L'escenògraf Ralph Berger va utilitzar els decorats llogats de les pel·lícules anteriors. Aquests conjunts incloïen els grans salons de Dràcula, pilars i un balcó penjant de The Hunchback of Notre Dame (1923), els corredors foscos de Frankenstein (1931) i cadires de The Cat and the Canary (1927). A RKO-Pathé es van utilitzar escenografies de The King of Kings (1927) per a l'interior del castell de Legendre.
A més de Berger, l'ajudant de direcció William Cody i el director de so L.E. "Pete" Clark va guanyar el seu primer crèdit cinematogràfic treballant a Morts vivents. Jack Pierce, maquillador de Lugosi a Morts vivents, havia estat responsable del maquillatge de diverses altres pel·lícules de terror famoses. de l'època, incloent-hi Frankenstein, The Wolf Man i The Mummy (1932).
Clarence Muse va assumir el paper del conductor de l'autocar després que ja hagués començat la fotografia principal. Algunes imatges de l'original desconegut es van utilitzar a "Morts vivents".
La música de "Morts vivents" va ser supervisada per Abe Meyer. En lloc d'utilitzar música prèviament gravada, Meyer va fer que les orquestres enregistressin noves versions de composicions per a cada pel·lícula específica en la qual estava involucrat. La música de Morts vivents es basa en obres com "Quadres d'una exposició de Modest Mússorgski", les "Simfonies incidentals" de Gaston Borch i "La mort del gran cap" d'Hugo Riesenfeld. Altres peces de la banda sonora de Morts vivents inclouen música escrita per Richard Wagner, H. Maurice Jacquet, Leo Kempenski i Franz Liszt. La pel·lícula comença amb "Chant", una composició de veu sense paraules i tambor, creada per l'empleat d'Universal Studios Guy Bevier Williams, especialista en música ètnica.
El metratge rodat per Morts vivents es va reciclar per a una pel·lícula de seguiment, Revolt of the Zombies també fet per Halperin Productions que va ser llançat el 1936.

## Estrena
Morts vivents va experimentar problemes de distribució des del principi, i va passar per diversos estudis de cinema com Columbia Studios i Educational Pictures abans del seu llançament inicial. United Artists havia estat distribuint diverses pel·lícules independents i estrangeres aquell any i va comprar els drets per estrenar Morts vivents. Una vista prèvia del primer tall de White Zombie es va mostrar el 16 de juny de 1932, a la ciutat de Nova York. Aquesta impressió de Morts vivents va tenir un temps d'execució de 74 minuts, mentre que les impressions de distribució habituals van durar només 69 minuts.

### Resposta crítica

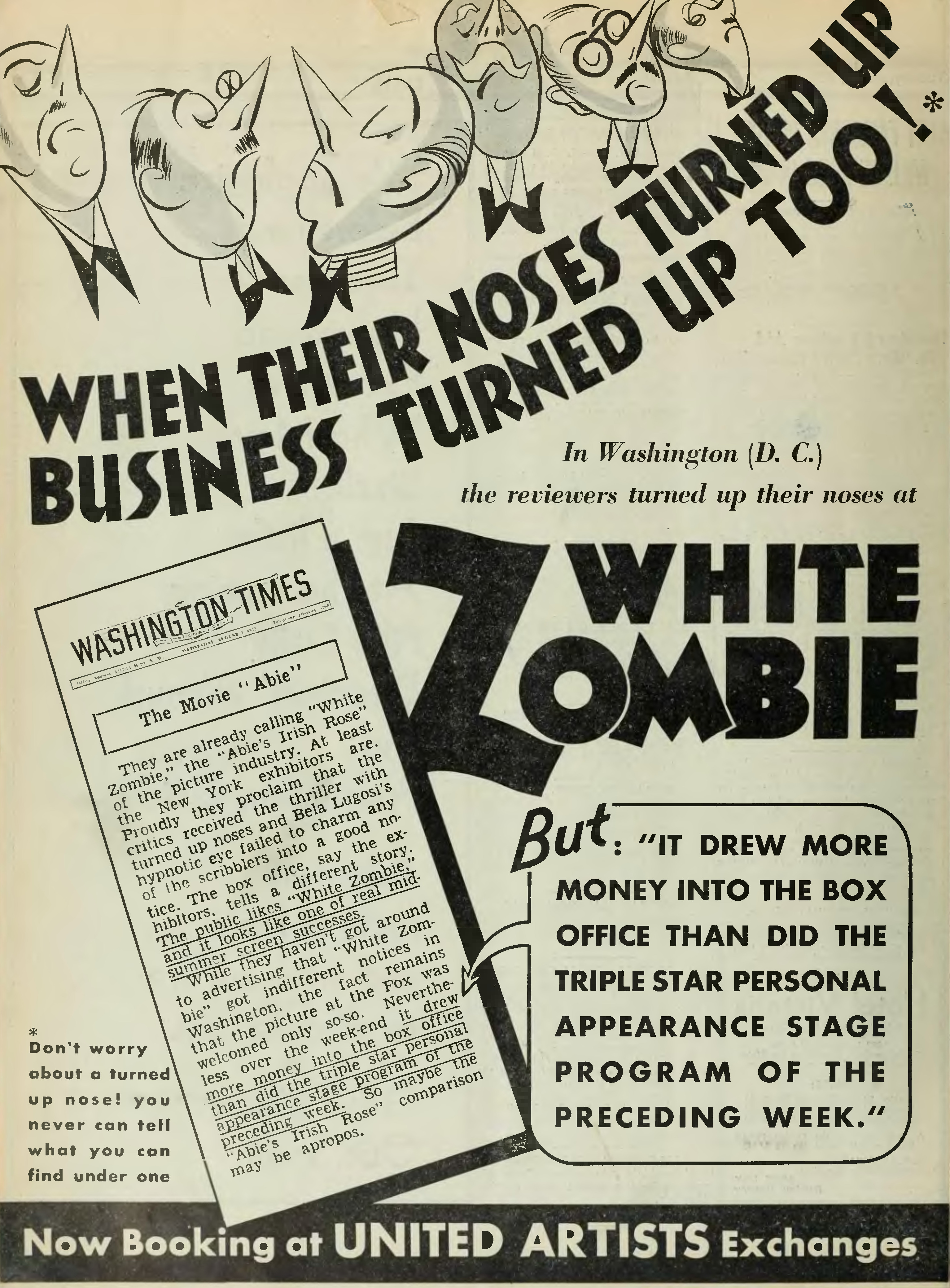
Anunci de "Morts vivents" a The Film Daily del 1932 esmenta les crítiques negatives de la crítica, però una gran venda d'entrades a taquilla

La majoria de les crítiques crítiques es van centrar en la mala interpretació d'estil d'època muda, els diàlegs enfilats i la història exagerada. William Boehnel de Nova York World-Telegram va afirmar: "La trama... és realment ridícula, però no tan sorprenent com l'actuació." Thornton Delehaney del New York Evening Post va escriure: "[L]a història intenta superar a Frankenstein, i tan seriós és en el seu intent d'emocionar que sobrepassa la seva marca al llarg de la línia i es resol en una comèdia no intencionada i sovint hilarant." Irene Thirer de Daily News va escriure: "Moltes escenes fantàstiques i estranyes han evolucionat, però la majoria d'elles voregen el ridícul". Les revisions del comerç de la indústria van ser més positives. The Film Daily va escriure: "Es valora amb el millor d'aquest tipus de pel·lícules […] Bela Lugosi és molt impressionant i fa que la pel·lícula valgui la pena". Harrison's Reports va escriure: "[La pel·lícula] certament no està a l'altura dels estàndards de Dràcula o Frankenstein, però els tipus de públic que opten per les pel·lícules de terror en gaudiran."
Els crítics dels mitjans de comunicació nacionals eren generalment negatius. Commonweal va opinar: "[La pel·lícula és] interessant només en la mesura del seu complet fracàs". Liberty va escriure: "Si no us sorprèn d'aquest thriller, en tindreu un de l'actuació". A l'article de Vanity Fair "La pitjor pel·lícula de 1932", Pare Lorentz va escriure sobre un "impasse fantàstic amb Blonde Venus amb un lleuger avantatge sobre Morts vivents, Bring 'Em Back Alive i Murders in the Rue Morgue". Al Regne Unit, la premsa era mixta. The Kinematograph Weekly va pensar que la pel·lícula estava "bastant ben interpretada i té una bona atmosfera", però també va pensar que "no era per als curiosos o els molt intel·ligents". The Cinema News and Property Gazette va pensar que la pel·lícula era per als "menys sofisticats" i que el "tractament exagerat del tema aconsegueix l'efecte invers a l'emoció o la convicció". Anys després de l'estrena de la pel·lícula, Victor Halperin va expressar el seu disgust per les seves pel·lícules de terror: "No crec en la por, la violència i l'horror, així que per què traficar-ne?"
La recepció de la crítica moderna és mixta, amb els crítics que van lloar l'atmosfera de la pel·lícula mentre menyspreen l'actuació. Time Out London va escriure: "Halperin dispara aquest melodrama poètic com un tràngol... El resultat únic constitueix un pont virtual entre el clàssic Horror universal i les posteriors produccions de Val Lewton." TV Guide a donar a la pel·lícula tres estrelles i mitja de quatre, comparant l'atmosfera de la pel·lícula amb la pel·lícula de Carl Dreyer Vampyr – Der Traum des Allan Gray. Tanmateix, la revista va descriure l'actuació com a "lamentablement inadequada", amb l'excepció de Lugosi. Edward G. Bansk, un biògraf de Val Lewton, va identificar diversos defectes a Morts vivents, inclosa una mala interpretació, els mals temps i altres aspectes cinematogràfics "atzars i descuidats". Bansk va escriure: "Tot i que White Zombie és una pel·lícula amb coratge, una pel·lícula difícil de no admirar, les seves ambicions superen la competència dels seus principals actors." treballen fidelment i no es preocupen amb llargues hores", la pel·lícula també ha estat vista com una al·legoria de l'explotació de classe sota el capitalisme i el colonialisme.

### Taquilla

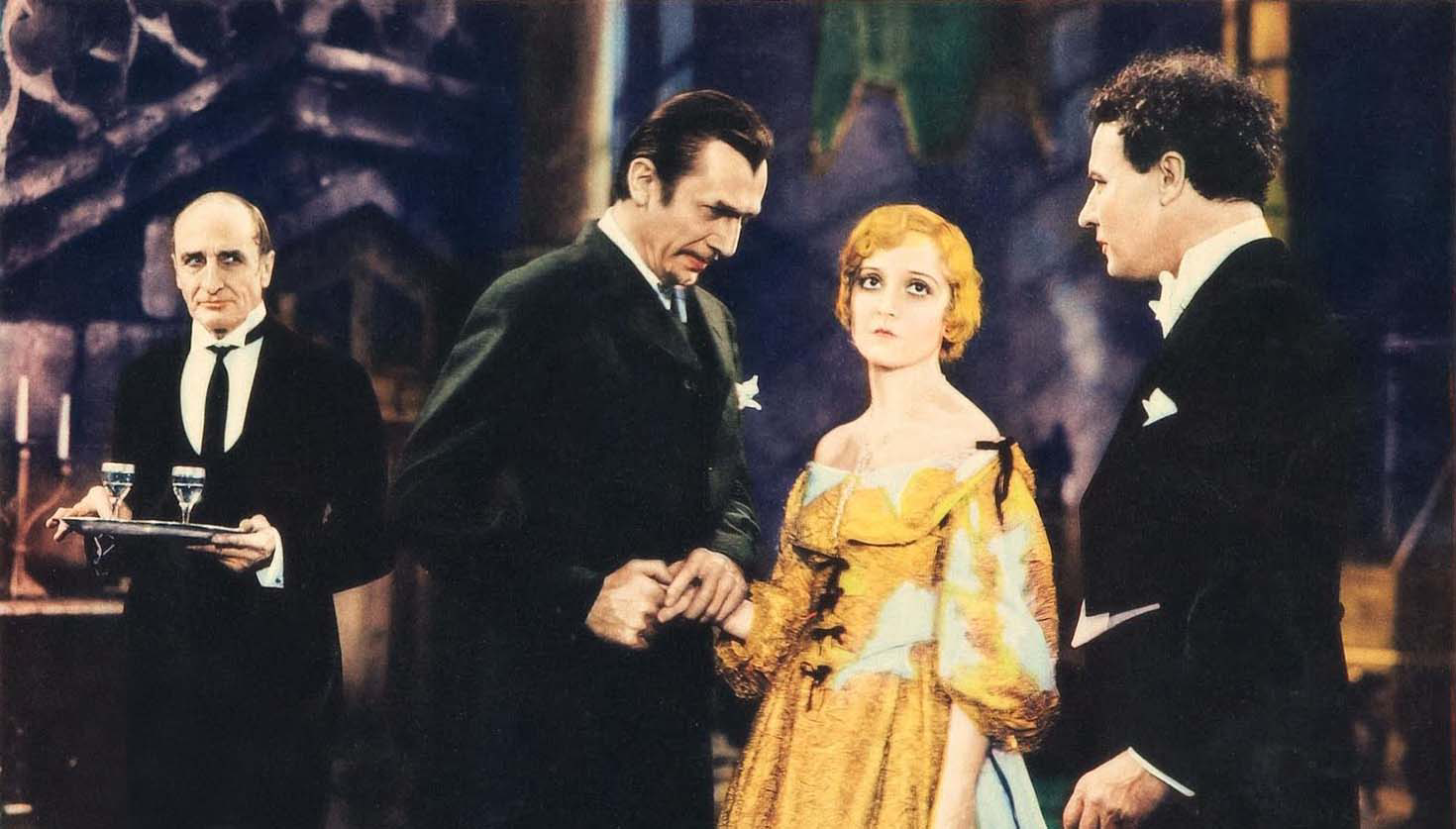
matge publicitària en color de Morts vivents, amb Brandon Hurst, Bela Lugosi, Madge Bellamy i John Harron

Morts vivents es va estrenar el 28 de juliol de 1932 al Rivoli Theatre de Nova York. La pel·lícula va rebre una recepció variada a taquilla en el seu llançament inicial, però va ser un gran èxit financer per a una pel·lícula independent de l'època. El 1933 i el 1934, la pel·lícula va experimentar xifres positives de taquilla a petites ciutats dels Estats Units, així com a Alemanya sota el títol Flucht von der Teufelsinsel. Morts vivents va ser una de les poques pel·lícules de terror estatunidenques aprovades pels naziss. La popularitat de la pel·lícula va portar a Victor Halperin a un contracte amb Paramount Estudis.
Estrenada el 29 de juliol de 1932 a Providence (Rhode Island) i Indianapolis, Indiana, la pel·lícula va recaptar 9.900 i 5.000 dòlars, respectivament, després de compromisos d'una setmana. Frankenstein i altres pel·lícules de terror contemporànies havien recaptat més a Providence, i el cinema d'Indianapolis "no estava massa content amb Morts vivents, però el públic el va veure prou satisfet." A Cleveland, Ohio, Morts vivents va vendre un rècord de 16.728 entrades el primer cap de setmana al seu llançament inicial a l'agost. A Mont-real la pel·lícula es va estrenar el 3 d'agost al Princess Theatre. La façana s'havia transformat en una "casa dels morts vius" i els "zombis" caminaven per sobre de l'envelat. La pel·lícula no va guanyar els seus 8.000 dòlars estimats i només va guanyar 6.500 dòlars després d'una setmana de projecció al Princess Theatre. En comparació, Dràcula havia recaptat 14.000 dòlars al Palace Theatre de Montreal durant la seva primera setmana de març de 1931.

### Mitjans domèstics
Morts vivents es va transferir d'impressions de mala qualitat a VHS i Betamax a la dècada de 1980. La pel·lícula ha estat llançada en DVD de diverses companyies, incloses K-Tel i Alpha Video — amb qualitat d'imatge variable. El llibre Zombie Movies: The Ultimate Guide va descriure el llançament posterior en DVD del títol de Roan com el millor disponible. La base de dades de pel·lícules en línia Allmovie inclou una ressenya positiva de la transferència del grup Roan, afirmant que la pel·lícula "mai no s'ha vist millor". La pel·lícula es va estrenar en Blu- ray el 29 de gener de 2013, de Kino Video.